# Ganz (Mürzzuschlag)
Ganz è una frazione di 346 abitanti del comune austriaco di Mürzzuschlag, nel distretto di Bruck-Mürzzuschlag (Stiria). Già comune autonomo, il 1º gennaio 2015 è stato aggregato a Mürzzuschlag.